# هفت‌خان اسفندیار
هفت‌خان اسفندیار سفری پر ماجراست که اسفندیار در آن قصد رهاندن خواهرانش همای و به‌آفرید را از کشور بیگانه دارد. اسفندیار باید از هفت خطر عمده عبور کند تا به مقصد نهایی یعنی رویین دژ برسد. در خان اوّل دو گرگ تنومند را می‌کشد و مسیر پر مخاطره را ادامه می‌دهد، دستِ آخر، گرگسار را که بلد راهش بود، می‌کشد آنگاه به نظارهٔ دژ محل اسارت خواهرانش می‌نشیند:
| چو اسفندیار آن شگفتی بدید |  | یکی باد سرد از جگر برکشید |

## اسفندیار و سفر هفت خان
کیخسرو زمانی که سلطنت را به لهراسپ سپرد، لهراسپ مدتی با صلح و آرامش حکمرانی کرد؛ امّا پسرش گشتاسپ در پی کدورتی که با او پیدا کرده بود، به دربار روم پناهنده شد و با کتایون، دختر قیصر روم ازدواج کرد. قیصر روم با کمک گشتاسپ قصد گرفتن باج و خراج و لشکرکشی به ایران را داشت که طی یک سلسله اتفاقات لهراسب خود تخت شاهی را به گشتاسپ سپرد. در زمان گشتاسپ کیش زرتشت دین رسمی ایرانیان گردید و گشتاسپ دین او را پذیرفت و پسرش اسفندیار را برای ترویج آیین مزدیسنا به اطراف و اکناف، گسیل نمود.
ارجاسپ شاه خیونان به مرز گشتاسپ حمله آورد ولی عاقبت اسفندیار آن‌ها را پس راند و سپس به تعقیب آن‌ها پرداخت. چون ارجاسپ خواهرانش را ربود و با خود برده بود به تعقیب ارجاسپ هفتخان اسفندیار آغاز گردید. طبق متون اسفندیار به اهداف تعیین شده رسید و رویین‌دژ را آتش کشید و ارجاسپ را کشت. اسفندیار در بازگشت از هفتخان، از پدرش خواست تا از قدرت کناره‌گیری نماید. گشتاسپ که سخت دلبستهٔ قدرت بود، حیله‌ای اندیشید و به بدگویی از رستم و زابلیان پرداخت و آن‌ها را بدخواه ایرانیان نامید. سپس به اسفندیار قول داد دهد که اگر بتواند رستم را دست‌بسته بیاورد، پادشاهی را به او واگذارد.
| سخن‌گوی دهقان چو بنهاد خوان    |  | یکی داستان راند از هفتخان  |
| ز رویین‌دژ و کار اسفندیار      |  | ز را و ز آموزش گرگسار      |
| چنین گفت کاو چون بیامد به بلخ |  | زبان و روان پر ز گفتار تلخ |
| همی راند تا پیشش آمد دو راه   |  | سراپرده و خیمه زد با سپاه  |

سفر هفتخان در حقیقت یک رژهٔ نظامی بود که منتهی به مقرّ یا قرارگاه ارجاسپ می‌شد در این راه‌پیمایی بلد راه رزمنده‌ای از ترکان به نام گرگسار است که ابتدا اسفندیار از میسر می‌پرسد و گرگسار به سه مسیر اشاره می‌نماید و انتخاب را بر عهدهٔ اسفندیار می‌گذارد. مسیرهای راحت و دارای خورش و گیاه هم برای سپاه و هم برای اسبان یکی سه‌ماهه و دومی دوماهه طی طریق می‌شد امّا راه سومی که هشت روزه به پایان می‌رسید خطراتی را به همراه داشت. اسفندیار راه پر مخاطره را انتخاب نمود و سپاه راهی گشت.

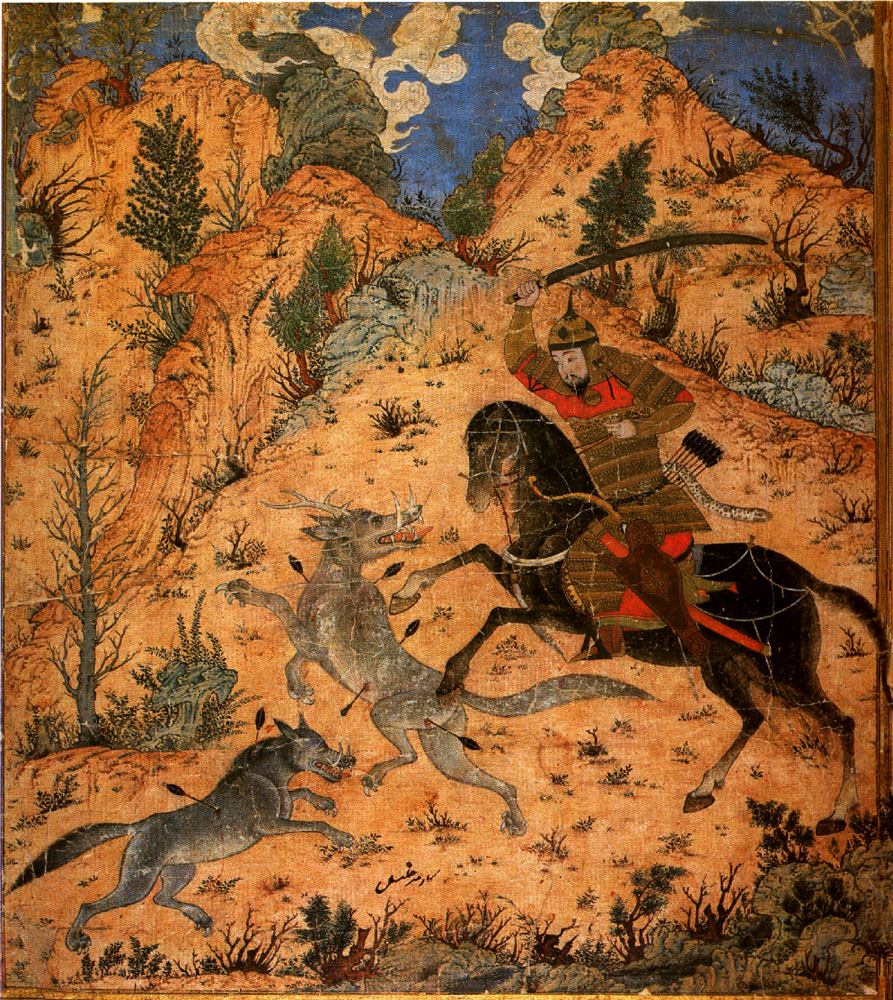
اسفندیار و پیکار گرگ‌ها

همهٔ شخصیت‌های ماجرا تکراری‌اند و نباید پنداشت ایشان همان افرادی هستند که قبلاً در شاهنامه از آن‌ها یادی شده‌ است در این ماجرا پشوتن برادر اسفندیار است که نباید آن را با پشوتن حماسه‌های گذشته اشتباه گرفت. پشوتن در این سفر جانشین اسفندیار و سالار سپاه است. موضوع دیگر گرگسار تورانی در غل و زنجیر بلد راه است که در آغاز هر خان، اسفندیار قبل از مشورت با او سه جام پیاپی از مَی، احتمالاً همان هوم زرتشتیان را به او می‌دهد سپس گرگسار هرچه راجع به مانع پیش‌رو می‌داند با اخلاص بیان می‌کند ولی آرزو دارد که اسفندیار زنده از نبرد برنگردد و هر بار که او زنده بازمی‌گشت گرگسار آزرده می‌شد.

### منزل اول
بدین طریق سفر هفتخان شروع شده اسفندیار از خان اوّل می‌پرسد در پاسخ می‌شنود: ای شهریار از این سفر کسی زنده برنگشته ولی اسفندیار می‌گوید تو مانع را بگو آن وقت ثابت خواهد شد زنده بیرون خواهم آمد یا نه. گرگسار گفت ای نامور ناباک نخست با دو گرگ مواجه خواهی شد که آن‌ها شکار شیر را آرزو نمایند. اسفندیار پیش از عزیمت، سپاه را به پشوتن سپرد و تنها راهی بیشه گرگان گشت گرگ‌ها به او حمله کردند امّا پیش از رسیدن به اسفندیار توسط تیرهای اسفندیار نیمه‌جان سپس با تیغ‌اش هلاک شدند. تفاوت هفتخان اسفندیار با هفتخان رستم در این است که هر بار اسفندیار غالب می‌گشت، سروتن را می‌شست یا وضو می‌گرفت به نماز شکر می‌ایستاد. پس از کشتن گرگ‌ها که اوّلین مانع راه بودند به نماز شکر که دیانت زرتشتی تفویض وی کرده بود ایستاد.

### منزل دوم
نکته قابل توجه حرکت شبانه لشکر بود که در سپیده روز بعد به خان دیگر منتهی می‌شد. پیروزی بر گرگ‌ها را همه جشن گرفتند و مجلسی آراستند آنگاه گرگسار را با غل و زنجیر پیش اسفندیار آوردند به سه جام مَی گرگسار زبان گشود که در این خان با دو شیر ژیان هم‌نبرد خواهی شد که از خوف آن‌ها عقاب در آسمانش نپرد نهنگ تاب آن‌ها را ندارد. بعد از استماع، سپاه شبانه به راه افتاد و چون خورشید سر زد در میعادگاه شیران حضور یافتند. اسفندیار سپاه را به پشوتن سپرد و راهی نبرد با شیران شد، دو شیر نر و ماده حمله آوردند شیر نر با تیغ نیمه شد و شیر ماده با بیم و ترس یورش آورد که با ضربه‌ای سر از تنش جدا شد و ریگ زمین لعل‌فام گشت سپس وضو و نماز شکر ادا شد.

### منزل سوم کشتن اژدها
به رسم گذشته گرگسار با سه جام پیاپی اخباری راجع به خان سوم داد که اژدهایی مهیب مانع راه خواهد شد. اسفندیار پس از گوش فرادادن چاره‌ای اندیشید و از درودگران خواست تا طرحی ارائه و گردونه‌ای ساخته شود مجهز به تیغ‌های برآمده از چرخ‌ها و زوایای آن. درودگران مشغول کار شده گاری‌ای با صندوقی تعبیه شده تحویل اسفندیار دادند. ارابه حامل اسفندیار چون نزدیک اژدها گشت اژدها اسب و ارابه را با دم به شکمش فرو برد آنوقت اسفندیار از صندوق بیرون جست شکم اژدها را درید و بیرون آمد؛ بدین گونه مانع منزل سوّم مرتفع شد.

### منزل چهارم
خان چهارم در روز چهارم زنی جادوگر بنام غول است او می‌خواهد با تحریک هوای نفس اسفندیار را به دام اندازد. شاهنامه مطلبی تازه دربارهٔ زرتشت در متن می‌آورد. اسفندیار در سایه یک درخت در جنگلی مصفّا خوانی می‌گسترد و با می، تنبور و … سفره را می‌آراید و مشغول نواختن می‌شود. زن جادو از آوای برآمده خود را مانند پری‌چهرگان آراسته نزد اسفندیار می‌آید. جامی از می تعارف می‌گردد، آنگاه اسفندیار زنجیری از آهن در بازو داشت که هدیه زرتشت از بهشت برای گشتاسپ بود با آن زنجیر بهشتی زن جادو گرفتار می‌شود ولی خود را به‌شکل شیر درآورده امّا حریف اسفندیار نمی‌شود، جادو باطل شده پیکرش به پیرزنی بدترکیب مبدل می‌شود عاقبت با خنجر اسفندیار هلاک می‌گردد و بدین طریق مانع منزل چهارم نیز مرتفع شد.

### منزل‌ پنجم

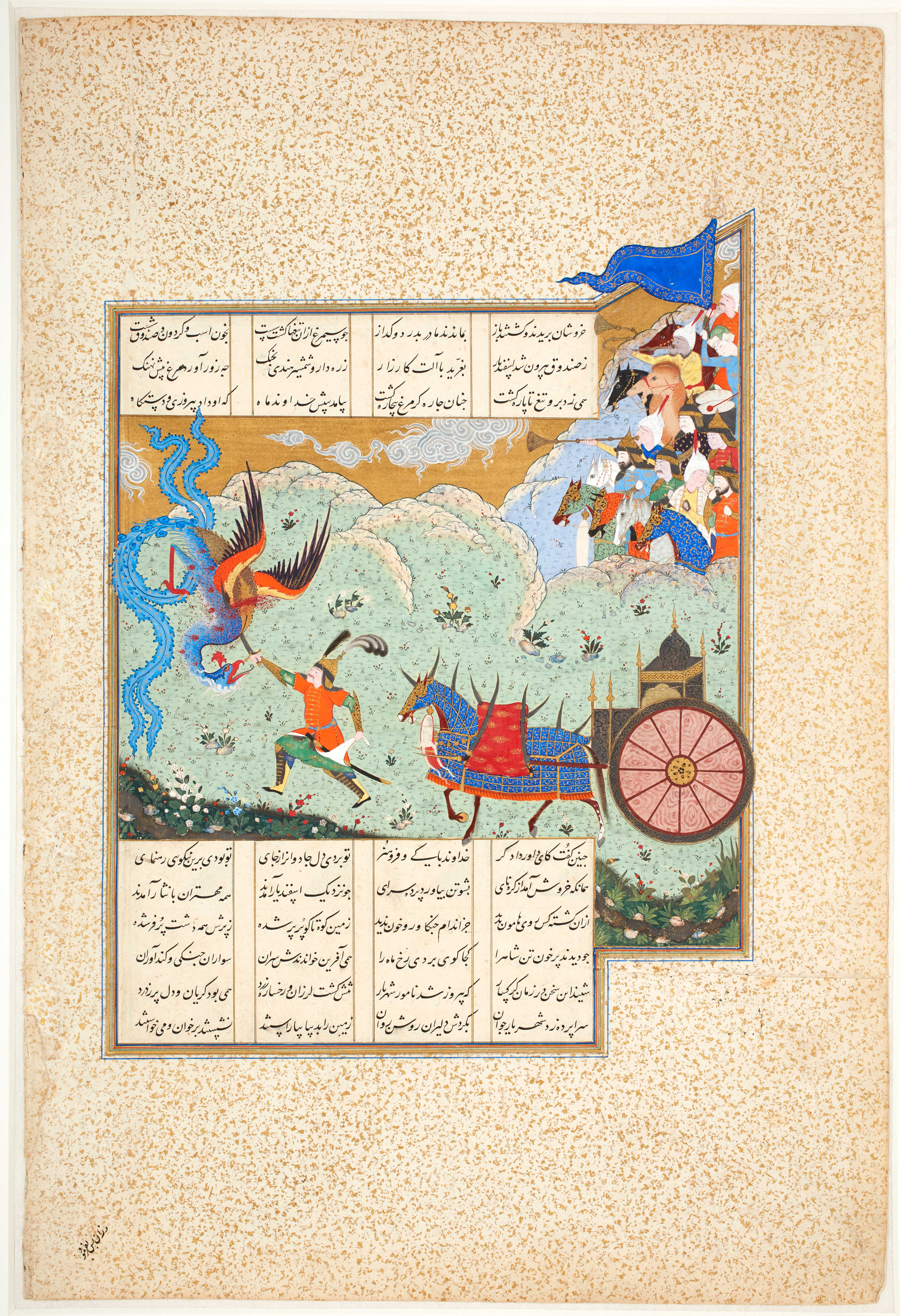
خوان پنجم: اسفندیار سیمرغ را می‌کشد.

اسفندیار در منزل پنجم با سیمرغ درآویخت ظاهراً هنگام عبور از قلل و ارتفاعات صعب‌العبور آشیانهٔ پرندگانی عظیم‌الجثه از تیره لاشخورها و کرکس‌ها راه را بر هر جنبنده‌ای می‌بستند و آنان را شکار می‌کردند. تا همین اواخر از این نوع پرندگان که گوسفند را بالا می‌کشید در اغلب کوه‌های ایران وجود داشت و اسفندیار با این نوع پرنده که مسیر تنگ را بسته بود گلاویز شد و او را از پا درآورد.

### منزل ششم
اما منزل ششم مانع مسیر عوامل طبیعی چون باد و کولاک کوههای بلند بود که سد راه شد. تا محل اتراق حادثه‌ای رخ نداد امّا کمی پس از جابجایی و استراحت لشکر، هوای کوهستان دگرگون شده تا سه روز ناپایداری ادامه یافت، به‌طوری‌که اسفندیار فکر کرد در دام آهرمن گرفتار شده شکست او حتمی است. سرما و کولاک امان از همه گرفته بود تا اینکه اسفندیار پشوتن را صدا زد و گفت سپاه را به دعا و نیایش فرا خوان. همه جمع شده دست به دعا برداشتند چیزی از زمان سپری نشد که هوا دوباره به حالت اوّل مانند یک روز بهاری بازگشت. قبل از خان ششم اسفندیار به گرگسار چنین گفت:
| بدو گفت کای بد تن بد نهان     |  | نگه کن بدین کردگار جهان   |
| نه سیمرغ پیدا نه شیر و نه گرگ |  | نه آن تیز چنگ اژدهای سترگ |
| به منزل که انگیزد این بار شور |  | بود آب و جای گیای ستور    |

ظاهراً نگرانی ایرانیان در ادامه راه بیشتر آب و علف ستوران بوده چون اسفندیار می‌خواهد از این دو موضوع مطمئن شود. و بدین صورت مانع ششم پشت سر گذاشته شد.

### منزل آخر
خان هفتم ده فرسنگ راه هست تا رویین‌دژ محل اسارت خواهران اسفندیار. گرگسار در غل زنجیر فرا خوانده شد و طبق عادت سه جام پیاپی سر کشید و گفت اگر بازگردید بهتر است چون تا مقصد نه آب خواهید یافت نه غذا. پیش‌رو بیابان است با آب‌های شور و تلخ. خان هفتم قتل گرگسار را نیز به همراه داشت وقتی ایرانیان از مانع هفتم به تاخت گذر کردند به رودی بزرگ رسیدند و در گذر از رود متوجه باتلاق شدند. اسفندیار از گرگسار خواست تا راه امن را نشان دهد در عوض اسفندیار هم او را حاکم رویین‌دژ خواهد نمود. امّا گرگسار امید داشت که اسفندیار در باتلاق گرفتار آید چون این‌گونه دید لحنش عوض شد به اسفندیار نفرین کرد و اسفندیار به او حمله کرده ضربه‌ای هولناک بر فرق سرش وارد کرده سپس دستور داد او را به آب انداخته تا خوراک ماهیان گردد.
به طرز مرموزی لشکر از رود عبور کرد و اسفندیار از بالای تپه‌ای به دژ رویین نگریست که هیچ آب و گلی در ساخت آن بکار نرفته بود آنچه بود فقط تخته سنگ بود. اسفندیار به اردوگاه بازگشت و گفت این دژ را نتوان گرفت همه رنج و پیکار ما بیهوده شد. به بیابان نگریست دو چوپان ترک با چهار سگ مشاهده کرد نزد ایشان براند از ترکان راجع به دژ و فرمانروای آن پرسید و ترکان  آنچه می‌دانستند گفتند و گفتند این دژ فقط دو دروازه دارد یکی سوی ایران و دیگر سوی چین. بدین طریق سفر هفتخان اسفندیار به پایان رسیده تنها راه باقی‌مانده تصرف رویین‌دژ و آزادی خواهرانش است که با موفقیت انجام می‌پذیرد آنگاه خبر فتح و پیروزی برای گشتاسپ که در پارس بود ارسال می‌گردد.